# Martín Sessé y Lacasta
Martín (de) Sessé y Lacasta (Baraguás, actualmente pertenece al municipio de Jaca, Huesca, 11 de diciembre de 1751 – Madrid, 4 de octubre de 1808) fue un botánico español. Viajó a Nueva España (México) para estudiar y clasificar la flora del territorio.

## Biografía
Estudió en Zaragoza medicina en la Real Academia de Medicina Nuestra señora de Gracia, tras lo que se trasladó a Madrid en 1775. En 1779 se convirtió en médico militar en el hospital del ejército destinado al bloqueo de Gibraltar, lo que le llevó a visitar Cuba, embarcando en Cádiz en 1780 para La Habana en la escuadra del Excmo. Señor Marqués del Socorro junto a un convoy  que pasaba 150 embarcaciones y de 12 000 hombres al mando de D. Victorio de Navia.
En 1785, gracias a su amigo Casimiro Gómez Ortega, director del Real Jardín Botánico de Madrid, se convirtió en comisionado de este organismo en México a la vez que se creaba una cátedra de botánica en la Universidad de México (actual Universidad Nacional Autónoma de México) con su jardín botánico. Sessé dejó de practicar la medicina para dedicarse plenamente a la botánica. En 1787, el rey Carlos III autorizó una gran expedición botánica propuesta por Sessé, la Real Expedición Botánica a Nueva España (1787-1803). La flora y fauna de México eran poco conocidas para la ciencia occidental y las especies conocidas no habían sido clasificadas científicamente. El objetivo principal de la Expedición era continuar la obra de Francisco Hernández de Toledo, médico de Felipe II que en 1570 estudió la flora americana, parte de cuyos manuscritos habían sido recuperados en 1787. 
La preparación de la expedición fue larga. Sessé recorrió Santo Domingo, Puerto Rico y Cuba, dónde se estaban realizando expediciones similares, para colaborar y aprender. En Cuba colaboró en la búsqueda de un remedio para una enfermedad parasitaria que se estaba extendiendo con rapidez. En la expedición participaron un grupo de botánicos de España entre los que se incluyen Vicente Cervantes, Juan Diego del Castillo y José Longinos Martínez. La excepción fueron José Mariano Mociño y José Maldonado, alumnos mexicanos del Real Jardín Botánico de México creado por Vicente Cervantes, como también eran mexicanos los artistas dedicados a pintar las plantas. En varias campañas recorrieron desde la costa de Canadá y hasta la Gran Antilla y por tierra desde León (Nicaragua) hasta San Francisco (California). Aunque la expedición terminó en 1803 hasta los años 80 del siglo XIX no se publicaron las obras.
Tras la conclusión de la expedición y del retorno a España, Sessé y Mociño se dedicaron a la revisión de los materiales de la Expedición con objeto de publicar una obra sobre la Flora de Nueva España. Debido a los avatares de la Guerra de la Independencia Española, esta obra quedaría inédita hasta 1885. Martín Sessé murió en Madrid en 1808 y José Mariano Mociño se exilió a Francia con parte de los materiales de la Expedición. En 1820 volvió a España enfermo y moriría en Barcelona. Los materiales de la Expedición que llevó consigo en su exilio quedaron en paradero desconocido. 
El Real Jardín Botánico de Madrid conserva en el fondo de la Real Expedición Botánica a Nueva España. Sessé y Mociño (1787-1819), 9 cajas y 119 dibujos de documentación correspondiente, en su mayor parte, a los trabajos de los botánicos Martín Sessé y José Mariano Mociño durante dicha expedición. 20 de dichos dibujos fueron publicados por el Instituto de Estudios Altoaragoneses (IEA) en la obra Homenaje a Martín Sessé y Juan del Castillo, naturalistas jacetanos del siglo XVIII.
Por otra parte, en 1981 aparecieron en Barcelona unos 2.000 dibujos originales de la Expedición, que habían desaparecido a la muerte de Mociño. Los dibujos, en poder de la familia Torner, fueron malvendidos a 2.000 pesetas cada uno, a una institución norteamericana, el Hunt Institute for Botanical Documentation, y salieron de España sin que se tuviera en cuenta el valor científico e histórico que representaban por parte de las autoridades españolas, ni hubiera notificación de su valor por parte de la institución americana. Los dibujos son ahora accesibles para su estudio en el Hunt Institute y están disponibles en un CD.
- La abreviatura «Sessé» se emplea para indicar a Martín Sessé y Lacasta como autoridad en la descripción y clasificación científica de los vegetales.[8]

## Publicaciones
- Sessé y Lacasta, Martín de & Mociño y Losada, José Mariano. Flora Mexicana, 1894 en la Biblioteca Digital del Real Jardín Botánico, CSIC.
- Sessé y Lacasta, Martín de & Mociño y Losada, José Mariano. Plantæ Novæ Hispaniæ, 1893 en la Biblioteca Digital del Real Jardín Botánico CSIC.